# Parlamentswahl in Israel 2013
- Ra'am: 4
- Balad: 3
- Chadasch: 4
- Meretz: 6
- Avoda: 15
- Hatnua: 6
- JA: 19
- Kadima: 2
- Likud-Jisra’el Beitenu: 31
- HaBajit haJehudi: 12
- Schas: 11
- VTJ: 7

Die Parlamentswahl in Israel 2013 fand am 22. Januar 2013 statt. Der eigentlich erst im Herbst 2013 anstehende Wahltermin wurde vom Ministerpräsidenten Benjamin Netanjahu vorgezogen, nachdem sich seine Regierungskoalition nicht auf einen Haushalt hatte einigen können. Wahlberechtigt waren mehr als 5,6 Millionen Menschen. Um die 120 Sitze in der Knesset bewarben sich 32 Parteien und Listen.

## Wahlkampf
Der Likud-Block, der sich auf Empfehlung des US-amerikanischen Spin-Doctors Arthur Finkelstein mit dem früheren Außenminister Avigdor Lieberman zusammengeschlossen hatte, hob vor allem die Außen- und Sicherheitspolitik Israels in den Vordergrund, während die Mitte-Links-Parteien die sozialen Probleme des Staates thematisierten (vgl. Proteste in Israel 2011/2012). Die liberale Partei Jesch Atid forderte zudem einen Säkularismus; so sollten ultra-orthodoxe Juden nicht mehr vom Wehrdienst verschont werden. Der Wahlkampf drehte sich hauptsächlich um soziale Fragen, die Wehrpflicht oder um „jüdische Werte“. Laut Umfragen standen bei den Wählern vor allem wirtschaftliche und soziale Themen im Vordergrund, während der Nahost-Friedensprozess sowie der Atomstreit mit dem Iran nicht im Zentrum ihrer Wahlentscheidung standen.
Im Wahlkampf nannte Netanjahu an erster Stelle, sich für ein Ende des iranischen Atomprogramms einsetzen zu wollen: „Wir müssen vor allem das iranische Nuklearprogramm stoppen, die Zeit dafür läuft aus; das wird meine erste Mission als Regierungschef sein“. Zur Siedlungspolitik Israels sagte der zurückgetretene Außenminister Avigdor Lieberman: „Wir haben einen Streit mit der Welt. Bei dem Streit geht es um den Bau in Jerusalem und den Siedlungsblöcken“; daher sei eine vereinte und starke Regierung notwendig, die dem internationalen Druck standhalten könne. Mahmud Abbas habe alle Friedensangebote Israels abgelehnt und sei daher kein Partner.

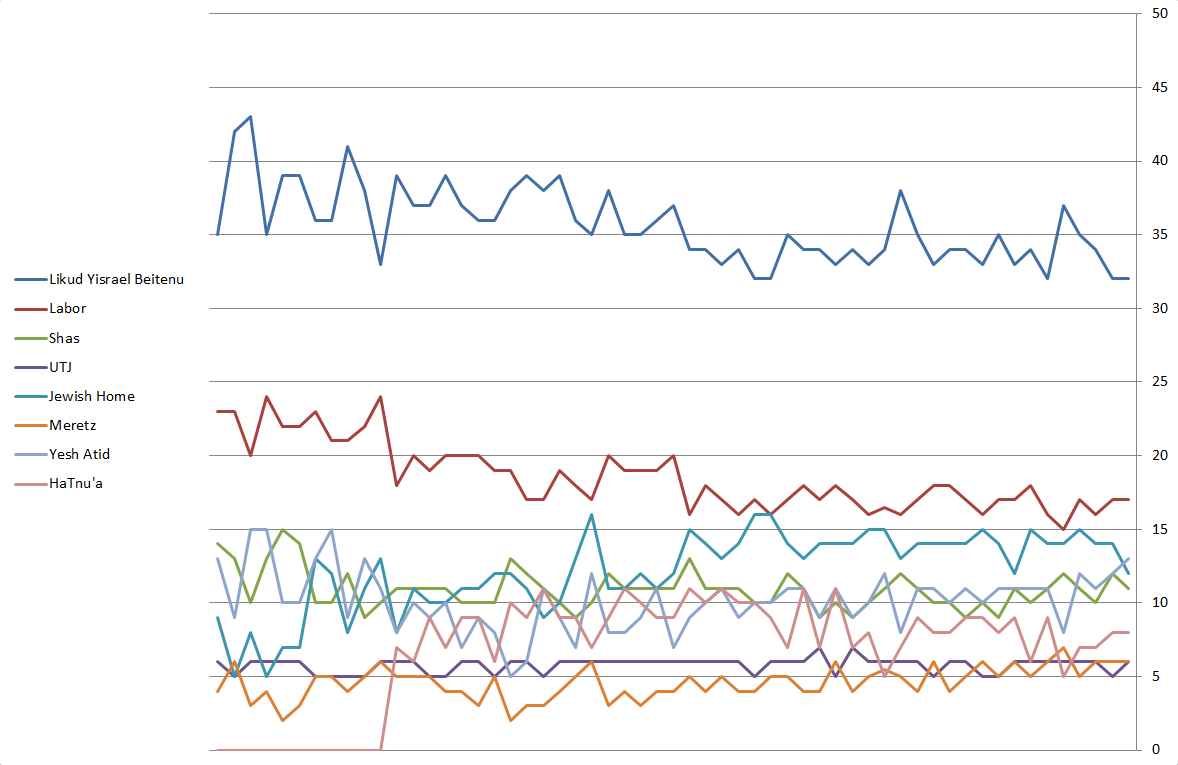
Meinungsumfragen vor der Wahl

Umfragen vor der Wahl prophezeiten einen Sieg Benjamin Netanjahus und Avigdor Liebermans mit 25 bis 33 Prozent der Stimmen. Ihr Block Likud-Beitenu könne demnach eine Koalition mit kleineren Parteien des rechten Flügels oder den Ultra-Orthodoxen eingehen und damit erneut die Regierung stellen. Insgesamt käme der rechte Flügel auf rund 60 Prozent der Stimmen.

## Spitzenkandidaten der größten Parteien

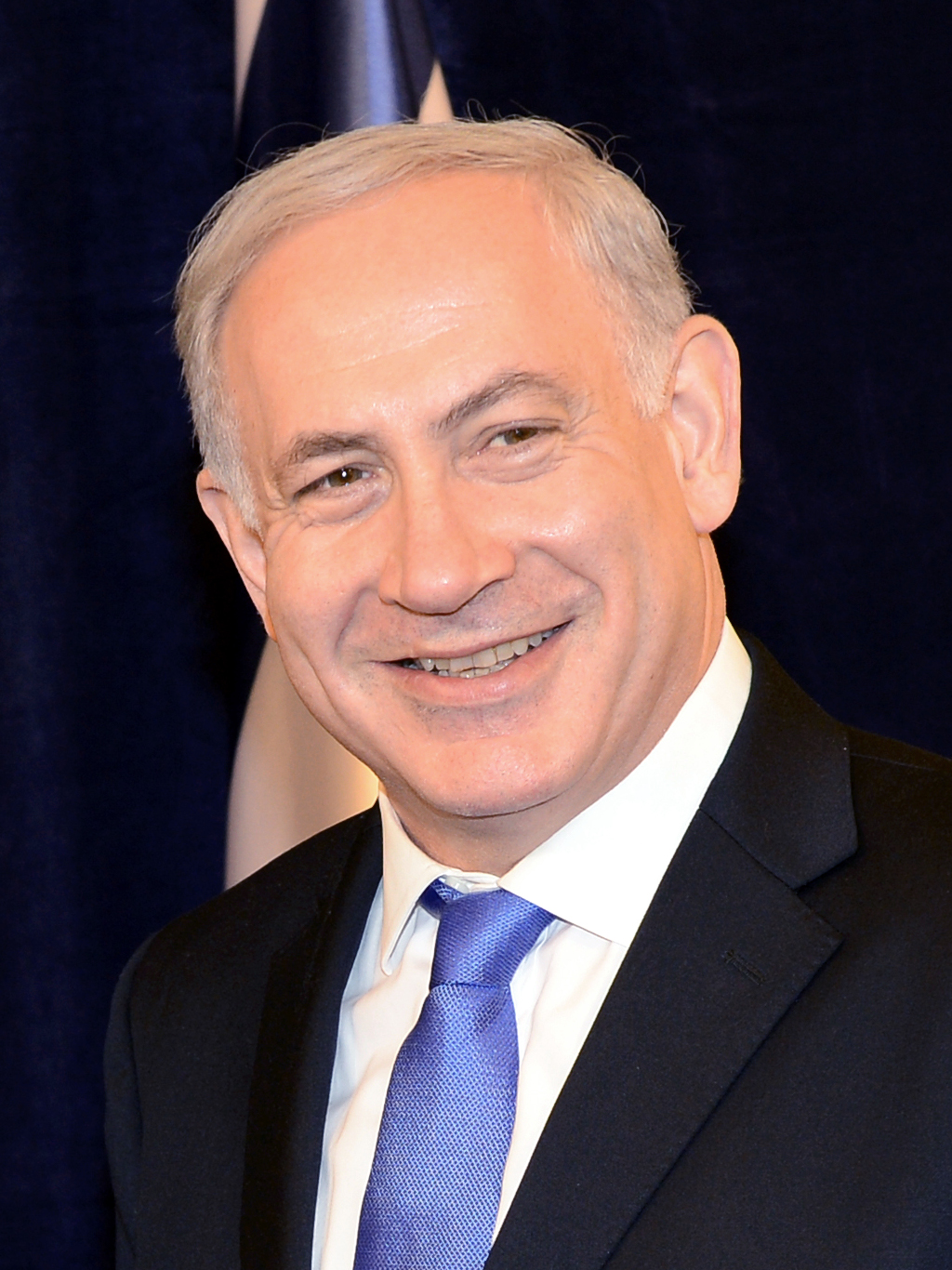
Benjamin Netanjahu, Likud Jisra’el bejtejnu
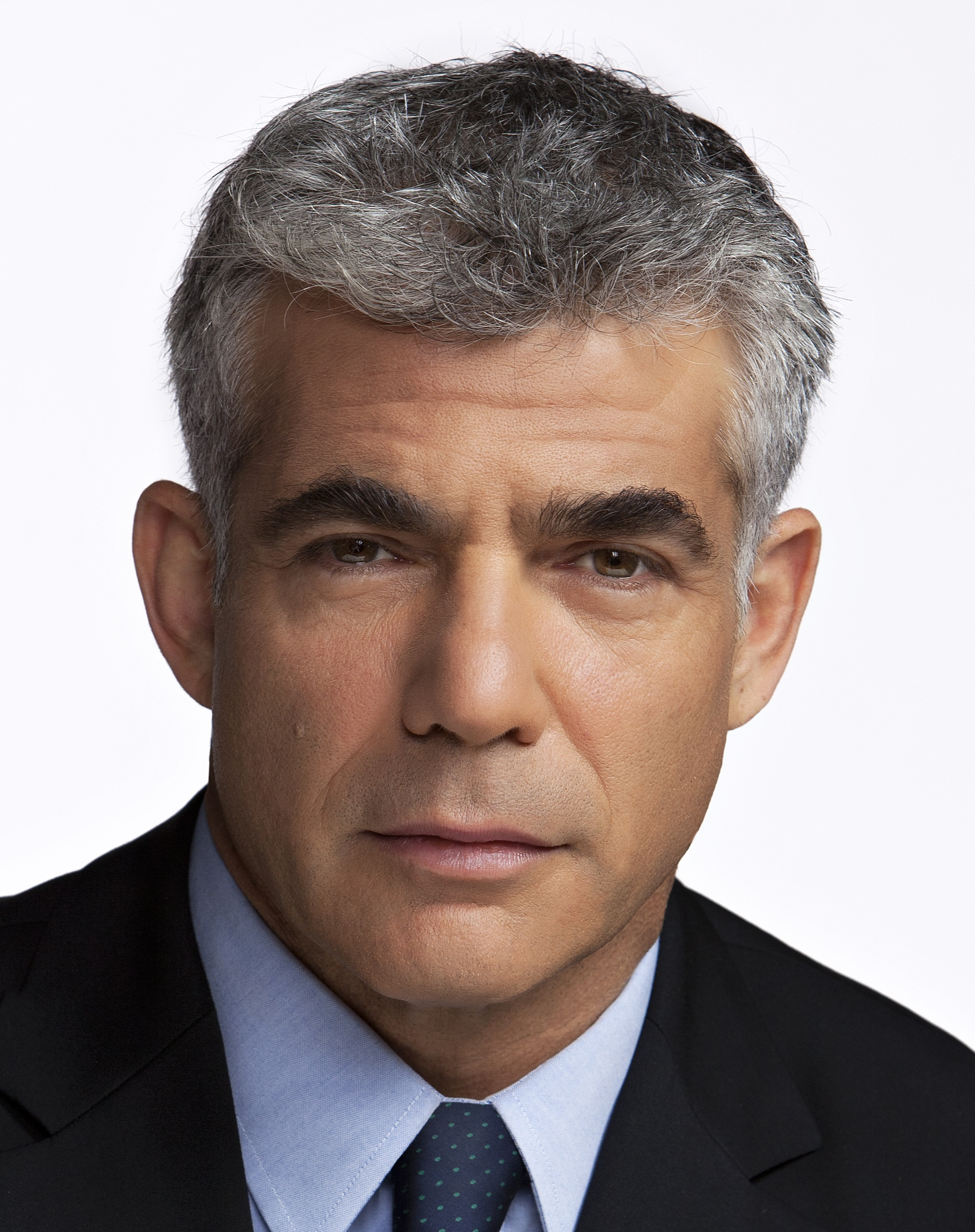
Yair Lapid, Jesch Atid
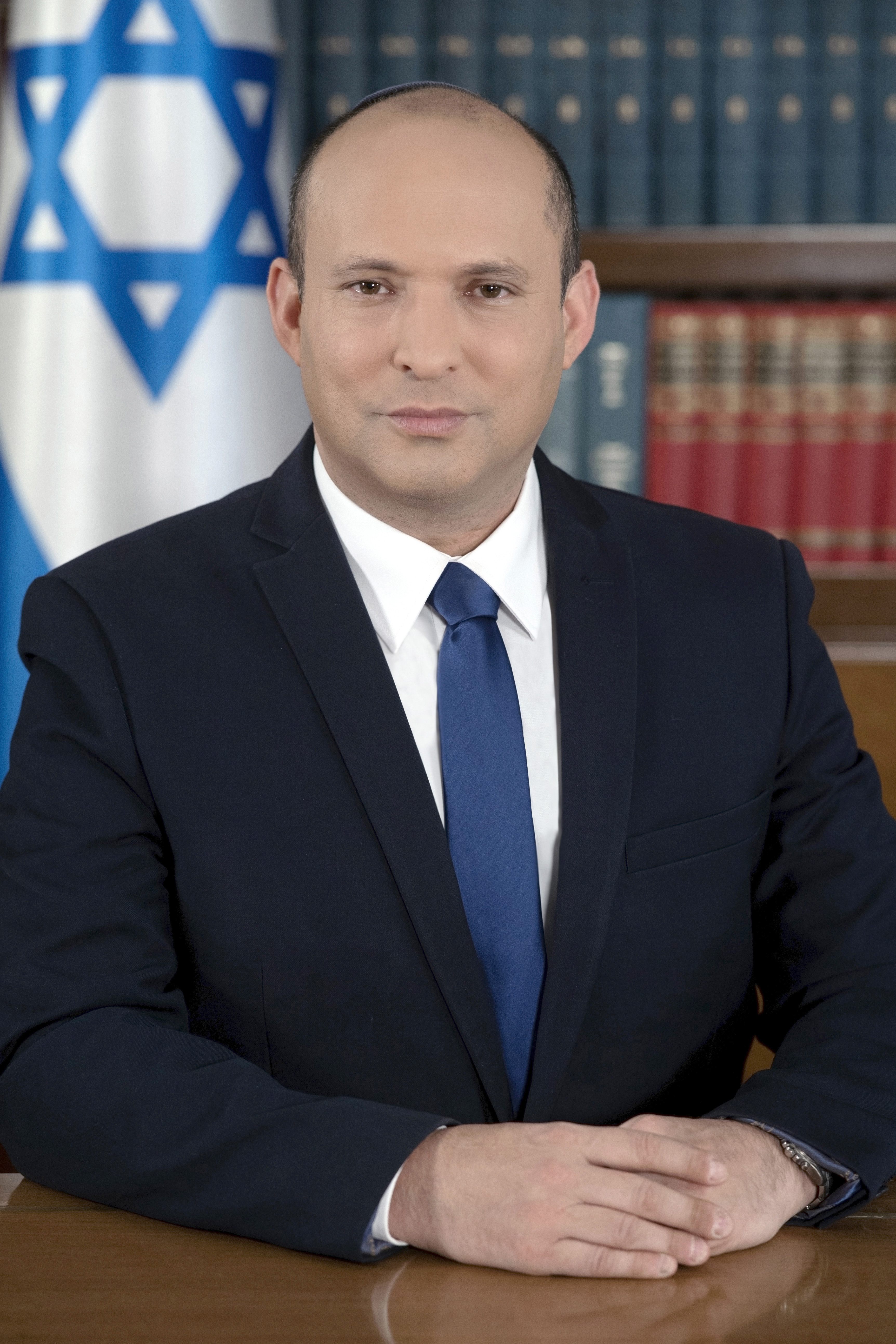
Naftali Bennett, Jüdisches Heim

## Ergebnis
Nach der Parlamentswahl ergab sich ein leichter Vorteil für das rechte politische Lager; das Parteienbündnis um Ministerpräsident Netanjahu ging trotz deutlicher Verluste als stärkste Kraft aus der Wahl hervor. 12 Parteien und Listen zogen in die Knesset ein und teilen sich 120 Sitze.
Unter der Bezeichnung Likud Jisra’el bejtejnu erreichte der von Netanjahu geführte rechtsorientierte Block Likud-Beitenu 31 (gegenüber zuvor 42) Mandaten. Damit stellt das Bündnis die größte politische Kraft in der neuen Knesset. Als Chef des stärksten Blocks wurde Netanjahu von Staatspräsident Peres trotz des schlechten Abschneidens erneut mit der Regierungsbildung betraut. Auf Platz zwei bei der Parlamentswahl in Israel kam mit 19 Sitzen überraschend die von Jair Lapid neu gegründete liberale Zukunfts-Partei Jesch Atid. Es folgten die sozialdemokratische Awoda mit 15 Mandaten sowie die von dem Unternehmer Naftali Bennett angeführte nationalreligiöse Partei HaBajit haJehudi („Jüdisches Heim“) mit 12 Sitzen. Die ultra-orthodoxe Schas-Partei zog mit 11 Abgeordneten in die Knesset ein. Die neugegründete Hatnua-Partei der früheren Außenministerin Livni erreichte ebenso sechs Sitze wie die linksgerichtete Partei Meretz. Die Kadima, die bislang mit 28 Abgeordneten in der Knesset vertreten war, erlitt schwere Verluste und überwand die 2%-Hürde nur knapp; sie errang 2 Mandate.
Die Wahlbeteiligung lag bei 67,77 %, was die höchste Wahlbeteiligung seit 1999 darstellt.
| Wahljahr | Wahlberechtigte | Wahlbeteiligung | Abgegebene Stimmen | Ungültige Stimmen | Gültige Stimmen |
| -------- | --------------- | --------------- | ------------------ | ----------------- | --------------- |
| 2013     | 5.656.705       | 67,77 %         | 3.833.646          | 40.904            | 3.792.742       |
| 2009     | 5.278.985       | 64,72 %         | 3.416.587          | 43.097            | 3.373.490       |
| 2006     | 5.014.622       | 63,54 %         | 3.186.739          | 49.675            | 3.137.064       |

### Amtliches Endergebnis
Die Wahlergebnisse nach dem Stand vom 5. Februar 2013, 14:49 Uhr (OEZ):
| Rang                                             | Partei                                                            | Stimmen   | Stimmenanteil (in %) | +/- zu 2009 (in %) | Sitze | +/- zu 2009 |
| ------------------------------------------------ | ----------------------------------------------------------------- | --------- | -------------------- | ------------------ | ----- | ----------- |
| In der Knesset vertretene Parteien               |                                                                   |           |                      |                    |       |             |
| 1.                                               | Likud – Israel Beiteinu „Zusammenschluss“ – „Unser Heim Israel“   | 885.163   | 23,34                | −9,99              | 31    | −11         |
| 2.                                               | Jesch Atid „Es gibt eine Zukunft“                                 | 543.458   | 14,33                | +14,33             | 19    | +19         |
| 3.                                               | Awoda „Die Arbeit“                                                | 432.118   | 11,39                | +1,46              | 15    | +2          |
| 4.                                               | HaBajit haJehudi (mit Echud Leumi) „Jüdisches Heim“               | 345.985   | 9,12                 | +6,25              | 12    | +5          |
| 5.                                               | Schas „Sephardische Tora-Wächter“                                 | 331.868   | 8,75                 | +0,26              | 11    | 0           |
| 6.                                               | Vereinigtes Thora-Judentum                                        | 195.892   | 5,16                 | +0,77              | 7     | +2          |
| 7.                                               | Hatnua „Die Bewegung“                                             | 189.167   | 4,99                 | +4,99              | 6     | +6          |
| 8.                                               | Meretz „Energie“                                                  | 172.403   | 4,55                 | +1,60              | 6     | +3          |
| 9.                                               | Vereinigte Arabische Liste                                        | 138.450   | 3,65                 | +0,27              | 4     | 0           |
| 10.                                              | Chadasch „Demokratische Front für Frieden und Gleichberechtigung“ | 113.439   | 2,99                 | +0,07              | 4     | 0           |
| 11.                                              | Balad „Nationales demokratisches Bündnis“                         | 97.030    | 2,56                 | +0,08              | 3     | 0           |
| 12.                                              | Kadima „Vorwärts“                                                 | 78.974    | 2,08                 | −20,39             | 2     | −26         |
|                                                  |                                                                   |           |                      |                    |       |             |
|                                                  | Summe Knesset                                                     | 3.523.947 | 92,91                |                    | 120   | —           |
| An der 2%-Hürde gescheiterte Parteien (Sonstige) |                                                                   |           |                      |                    |       |             |
| 13.                                              | Otzma LeYisrael „Stärke für Israel“                               | 66.775    | 1,76                 | +1,76              | 0     | —           |
| 14.                                              | Am Shalem „Die ganze Nation“                                      | 45.690    | 1,20                 | +1,20              | 0     | —           |
| 15.                                              | Ale Yarok „Grünes Blatt“                                          | 43.734    | 1,15                 | +0,76              | 0     | 0           |
| 16.                                              | Eretz Hadasha „Neues Land“                                        | 28.080    | 0,74                 | +0,74              | 0     | 0           |
| 17.                                              | Koah Lehashpi'a „Kraft für Einfluss“                              | 28.049    | 0,74                 | +0,63              | 0     | —           |
| 18.                                              | HaYisraelim „Die Israelis“                                        | 18.939    | 0,50                 | +0,47              | 0     | 0           |
| 19.                                              | HaJerukim „Die Grünen und die Jungen“                             | 8.117     | 0,21                 | −0,16              | 0     | 0           |
| 20.                                              | Gimla’ei Israel LaKnesset „Israelische Rentner in die Knesset“    | 5.975     | 0,16                 | −0,36              | 0     | 0           |
| 21.                                              | Chaim Bekavod „Leben mit Würde“                                   | 3.640     | 0,10                 | +0,10              | 0     | —           |
| 22.                                              | Da'am Workers Party                                               | 3.546     | 0,09                 | +0,01              | 0     | 0           |
| 23.                                              | We are Brothers                                                   | 2.899     | 0,08                 | +0,08              | 0     | —           |
| 24.                                              | Tzedek Hevrati                                                    | 2.877     | 0,08                 | +0,08              | 0     | —           |
| 25.                                              | Kulanu Haverim „Wir sind alle Freunde“                            | 2.176     | 0,06                 | +0,06              | 0     | —           |
| 26.                                              | Piratenpartei Israel                                              | 2.076     | 0,05                 | +0,05              | 0     | —           |
| 27.                                              | The Economics Party                                               | 1.972     | 0,05                 | +0,05              | 0     | —           |
| 28.                                              | Leader (Miflaga Mitkademet Liberalit Demokratit)                  | 1.352     | 0,04                 | −0,02              | 0     | 0           |
| 29.                                              | Or „Licht“                                                        | 1.027     | 0,03                 | +0,01              | 0     | 0           |
| 30.                                              | Brit Olam                                                         | 761       | 0,02                 | +0,02              | 0     | 0           |
| 31.                                              | Hatikva Leshinui „Hoffnung auf Wandel“                            | 649       | 0,02                 | +0,02              | 0     | —           |
| 32.                                              | Moreshet Avot                                                     | 461       | 0,01                 | +0,01              | 0     | —           |
|                                                  |                                                                   |           |                      |                    |       |             |
|                                                  | Summe Sonstige                                                    | 268.795   | 7,08                 | +4,00              | 0     | 0           |
|                                                  | Ungültige Stimmen                                                 | 40.904    | —                    | —                  | —     | —           |
|                                                  | Gültige Stimmen                                                   | 3.792.742 | 100                  | —                  | 0     | 0           |

## Regierungsbildung
- Likud-Beitenu: 31
- Jesch Atid: 19
- haBajit haJehudi: 12
- Hatnua: 6
- Sonstige: 52

Nach rund zweimonatigen Verhandlungen wurde am 15. März 2013 zwischen dem Bündnis Likud-Beitenu unter der Führung von Benjamin Netanjahu, der Zukunftspartei (auch: Zentrumspartei) von Yair Lapid, Naftali Bennets rechtsgerichteten Siedlerpartei Jüdisches Heim und der Hatnua-Partei von Zipi Livni eine Koalitionsvereinbarung unterzeichnet. Die Koalition stellt 68 der 120 Sitze im Parlament. Sie wurde am 18. März durch das Parlament mit allen Stimmen der neuen Koalition bestätigt.